# Poul H. Bentzen
Poul Hans Bentzen (23. februar 1890 i København – 25. marts 1945 i Esbjerg) var en dansk sognepræst.
Han var søn af smed Lauritz Bentzen og hustru Vilhelmine født Nordquist og blev i 1907 student fra Østre Borgerdydskole i København. Han dimitteredes som cand.theol. i juni 1914 og fik derefter ansættelse ved Vor Frelsers Kirke i Aalborg. Bentzen var fra 1918 sognepræst i Horne-Asdal Sogne og fra 1921 i Høve-Flakkebjerg Sogne.
Bentzen var præst ved Zions Kirke i Esbjerg fra 1929 indtil marts 1945, hvor han blev skudt af tyske håndlangere fra Petergruppen som hævn for en begravelsestale, han havde holdt over en ung modstandsmand, Børge Puggaard Thomsen. Pastor Bentzen var knyttet til Indre Mission, og også i andre prædikener havde han talt besættelsesmagten imod.
Efter en samtale med lederen af Gestapo i Esbjerg tog to af Petergruppens medlemmer ud til Poul Bentzens bopæl. De to mordere slog en rude ind i entrédøren, lukkede døren op og gik ind i soveværelset, hvor de affyrede en maskinpistolsalve mod den sovende pastor Bentzen. Han blev begravet med deltagelse af hele byen, og en vej i Esbjerg, Bentzens Allé, er opkaldt efter ham. Der er også opsat en mindetavle.
Bentzen blev gift 23. august 1921 med Johanne Cathrine Thomsen, født Gaardbo (10. oktober 1895 i Hirtshals - ?).